# Illa de Arousa (ö)
Illa de Arousa är en ö i Spanien.   Den ligger i provinsen Provincia de Pontevedra och regionen Galicien, i den nordvästra delen av landet, 500 km nordväst om huvudstaden Madrid. Arean är 5,5 kvadratkilometer.
Terrängen på Illa de Arousa är platt. Öns högsta punkt är 59 meter över havet. Den sträcker sig 5,5 kilometer i nord-sydlig riktning, och 2,9 kilometer i öst-västlig riktning.